# Kdabra
Kdabra, é uma série de televisão latino-americana, produzida por Moviecity Pack Originals e Fox International Channels, tendo como tema o ilusionismo e a magia. A estreia de Kdabra aconteceu na Colômbia em 12 de novembro de 2009, pelo canal Movie City. No Brasil, a série estreou em 14 de abril de 2010, ás 22:00, no canal pago FOX.
Foi estrelada pelo ator e cantor mexicano Christopher Uckermann, e foi a primeira ficção em espanhol 100% original e produzida integralmente na América Latina, tendo sido filmada nas locações da Fox Telecolombia, em Bogotá.   
A série foi cancelada após três temporadas, e o último episódio foi exibido em 8 de novembro de 2012.

## Enredos

### Primeira Temporada
Lucas é um jovem de 17 anos com poderes que escapou de uma comunidade religiosa realizando truques que, aparentemente, não tem nenhuma explicação racional ou logica. René é um mago de fama mundial, responsável artístico do Hotel Majestic, o primeiro hotel-casino temático dedicado exclusivamente ao universo da magia. Quando ele conhece Luca fica fascinado com os estranhos poderes do garoto, oferecendo-lhe a oportunidade de virar a próxima estrela internacional do hotel. Mas o que René não sabe é que existe um segredo por trás dos poderes de Luca, que caso de seja revelado, pode causar uma revolução que mudaria ao mundo para sempre.

### Segunda Temporada
Depois da revelação de que Luca é um clone, ele decide congelar a cidade média com um espetacular truque de magia e aproveitar o caos para investigar seu verdadeira origem. Sua única prioridade agora, é saber de quem — ou de onde — provem os genes que provocaram seu nascimento. Mas, para obtentor essa resposta, Luca deverá superar primeiro uma série de provas que jamais imaginou: desde pone em duda seu amor por Jasmíneo até continuar sua amizade com René e o grupo de magos que le salvaram a vida.
Mas o desafio mais difícil será enfrentar-se a seu lado mais escuro — que terminará sendo seu pior inimigo — quando quase de forma milagrosa, Guido rejuvenesce convertendo-se em um duplo de Luca, disposto a roubar todos os seus poderes e expulsá-lo de vez da terra. 
Enquanto Luca luta por sua vida contra Guido, a Ordem se enfrentará a Rejo e o grupo de científicos em uma assustadora escalada de violência que obrigará a Luca a interveniente em uma cação que poderia conduzir é uma massacre.

### Terceira Temporada
Luca está fazendo de tudo para evitar a chegada do Apocalipse, junto a sua nova amiga Siena ele se esconde em El Silencio disposto a levar a vida de um simples mortal. O que Luca desconhece, é que sua promessa de jamais voltar a utilizar sua magia e assim salvar ao mundo, se quebrará quando aquele que Luca sempre cuidou, seu vínculo mais puro e amado, esta á ponto de se desintegrar para sempre. 

## Personagens e Elenco
A série conta com atores mexicanos, colombianos, peruanos, chilenos e argentinos.
| Personagem        | Ator/Atriz                                           | País      | Temporadas |
| ----------------- | ---------------------------------------------------- | --------- | ---------- |
| Luca              | Christopher Uckermann                                | México    | 1, 2, 3    |
| Ana               | Margarita Rosa de Francisco                          | Colômbia  | 1, 2, 3    |
| René              | Damián Alcázar                                       | México    | 1, 2, 3    |
| Jazmín            | Maya Zapata                                          | México    | 1, 2, 3    |
| Ignacio           | Fabio Rubiano                                        | Colômbia  | 1, 2, 3    |
| Blas              | Joaquín Cosío                                        | México    | 1, 2, 3    |
| Daniel Trejo      | Martín Karpan                                        | Argentina | 1, 2, 3    |
| Monseñor          | Julio Medina                                         | Colômbia  | 1, 2, 3    |
| Pablo             | Manuel José Chávez                                   | Colômbia  | 1, 2, 3    |
| Vinay             | Jairo Camargo                                        | Colômbia  | 1, 2, 3    |
| Guido             | Miguel Alfonso Murillo/Christopher Uckermann (jovem) | Colômbia  | 1, 2       |
| Ximena            | Diana García                                         | México    | 1, 2       |
| Policial Grinberg | Andrea Montenegro                                    | Peru      | 1, 2       |
| Sabrina           | Maria Dalmazzo                                       | Colômbia  | 1, 2       |
| Salvador          | Nicolás Rincón                                       | Colômbia  | 1, 3       |
| Siena             | Leticia Fabián                                       | México    | 3          |
| Paula Lisboa      | Isabel Burr                                          | México    | 2          |
| Marisa            | Norma Nivia                                          | Colômbia  | 2, 3       |
| Lang              | Marcelo Dos Santos                                   | Argentina | 2, 3       |
| Diego Moretti     | Didier Van der Hove                                  | Bélgica   | 2, 3       |
| Oliver            | Juan Ruíz Ramirez                                    | Colômbia  | 1, 2, 3    |
| Tedesco           | Rafael Uribe Ochoa                                   | Colômbia  | 1, 2, 3    |
| Matías            | Felipe Botero Restrepo                               | Colômbia  | 1, 2, 3    |
| Rafael            | Ricardo Riveros                                      | Colômbia  | 1, 2, 3    |
| Hermano Luis      | Nelson Martínez                                      | Colômbia  | 1, 2       |
| Karina            | Ana María Aguilera                                   | Colômbia  | 1, 3       |
| Padre Andrés      | Albi de Abreu                                        | Venezuela | 3          |
| Beatriz           | Ana María Aguilera                                   | Colômbia  | 3          |
| Andrés            | Alex Franco                                          | Colômbia  | 2          |
| Carlos            | Gonzalo Vivanco                                      | Chile     | 1          |
| Iván              | Carlos Mendoza                                       | Colômbia  | 1          |
| Turco             | César Mora                                           | Colômbia  | 1          |
| Capitão Sánchez   | Edgardo Román                                        | Colômbia  | 1          |
| Policial Morel    | Carolina Cuervo                                      | Colômbia  | 1          |
| Asia              | Mary Herrera Ortiz                                   | Colômbia  | 1          |
| Misterio          | Héctor de Malba                                      | Colômbia  | 1          |
| Shabor            | Ana Soler                                            | Colômbia  | 1          |
| Alejo             | Santiago Cepeda                                      | Colômbia  | 1          |

## Dublagem Brasileira
Realizada pelos estúdios da Sigma, em São Paulo
- Christopher Uckermann, Luca - Felipe Grinnan
- Margarita Rosa de Francisco, Ana - Mirna Rodrigues
- Damián Alcázar, René - Carlinhos Silveira
- Felipe Botero, Matias - Marcio Araújo

## Prêmios e indicações
| Ano  | Premiação                     | Categoria                                     | Indicado              | Resultado |
| ---- | ----------------------------- | --------------------------------------------- | --------------------- | --------- |
| 2011 | Premios TV y Novelas Colombia | Producción Nacional Favorita para el Exterior | Kdabra                | Indicado  |
| 2012 | Kids Choice Award México      | Personagem Favorito                           | Christopher Uckermann | Indicado  |